# Noron-l'Abbaye
Noron-l'Abbaye és un municipi francès situat al departament de Calvados i a la regió de Normandia. L'any 2007 tenia 279 habitants.

## Demografia

### Població
El 2007 la població de fet de Noron-l'Abbaye era de 279 persones. Hi havia 88 famílies de les quals 13 eren unipersonals (10 homes vivint sols i 3 dones vivint soles), 34 parelles sense fills, 34 parelles amb fills i 7 famílies monoparentals amb fills.
La població ha evolucionat segons el següent gràfic:
Habitants censats

### Habitatges
El 2007 hi havia 101 habitatges, 91 eren l'habitatge principal de la família, 6 eren segones residències i 4 estaven desocupats. Tots els 100 habitatges eren cases. Dels 91 habitatges principals, 68 estaven ocupats pels seus propietaris, 20 estaven llogats i ocupats pels llogaters i 3 estaven cedits a títol gratuït; 4 tenien dues cambres, 9 en tenien tres, 19 en tenien quatre i 58 en tenien cinc o més. 78 habitatges disposaven pel capbaix d'una plaça de pàrquing. A 33 habitatges hi havia un automòbil i a 56 n'hi havia dos o més.

### Piràmide de població
La piràmide de població per edats i sexe el 2009 era:
| Homes | Edats   | Dones |
| ----- | ------- | ----- |
| 0     | 95 o +  | 0     |
| 0     | 90 a 94 | 0     |
| 0     | 85 a 89 | 0     |
| 0     | 80 a 84 | 4     |
| 0     | 75 a 79 | 0     |
| 4     | 70 a 74 | 12    |
| 4     | 65 a 69 | 4     |
| 4     | 60 a 64 | 4     |
| 4     | 55 a 59 | 8     |
| 12    | 50 a 54 | 12    |
| 8     | 45 a 49 | 8     |
| 4     | 40 a 44 | 8     |
| 12    | 35 a 39 | 4     |
| 4     | 30 a 34 | 8     |
| 8     | 25 a 29 | 8     |
| 16    | 20 a 24 | 8     |
| 12    | 15 a 19 | 0     |
| 0     | 10 a 14 | 8     |
| 12    | 5 a 9   | 4     |
| 4     | 0 a 4   | 0     |

## Economia
El 2007 la població en edat de treballar era de 180 persones, 125 eren actives i 55 eren inactives. De les 125 persones actives 114 estaven ocupades (61 homes i 53 dones) i 10 estaven aturades (6 homes i 4 dones). De les 55 persones inactives 21 estaven jubilades, 16 estaven estudiant i 18 estaven classificades com a «altres inactius».

### Ingressos
El 2009 a Noron-l'Abbaye hi havia 98 unitats fiscals que integraven 291,5 persones, la mediana anual d'ingressos fiscals per persona era de 18.794 €.

### Activitats econòmiques
Dels 6 establiments que hi havia el 2007, 2 eren d'empreses de fabricació d'altres productes industrials, 2 d'empreses de construcció, 1 d'una empresa de comerç i reparació d'automòbils i 1 d'una empresa d'hostatgeria i restauració.
Dels 2 establiments de servei als particulars que hi havia el 2009, 1 era un paleta i 1 guixaire pintor.
L'any 2000 a Noron-l'Abbaye hi havia 10 explotacions agrícoles.

## Equipaments sanitaris i escolars
El 2009 hi havia una escola elemental integrada dins d'un grup escolar amb les comunes properes formant una escola dispersa.

## Poblacions més properes
El següent diagrama mostra les poblacions més properes.